# 群馬県立吾妻高等学校
群馬県立吾妻高等学校（ぐんまけんりつ あがつま こうとうがっこう）は、群馬県吾妻郡東吾妻町にあった県立高校。女子校であった。近隣の群馬県立中之条高等学校と共に2018年3月31日をもって閉校し、2018年4月1日からは2校が統合し群馬県立吾妻中央高等学校になっている。

## 沿革
- 1918年 - 吾妻郡立実科高等女学校として創立
- 1924年 - 群馬県立吾妻高等女学校に改称
- 1948年 - 群馬県立吾妻高等学校として再出発
- 1952年 - 長野原分校を設置
- 1968年 - 長野原分校が独立、群馬県立長野原高等学校となる
- 1971年 - 校舎改築竣工・開校50周年記念式典を挙行
- 1999年 - 開校80周年記念式典を挙行
- 2006年 - 商業科募集停止
- 2018年 - 群馬県立中之条高等学校と統合し群馬県立吾妻中央高等学校となるため廃校。[2]

## 特色
普通科・福祉科からなる典型的な過疎地方の小規模校。校舎は当時東京都立大学で教鞭をとっていた長倉教授の設計によるモダンな雰囲気である。

## 著名な出身者
- 小渕千鶴子（元内閣総理大臣小渕恵三夫人）